# Råttfångaren från Hameln

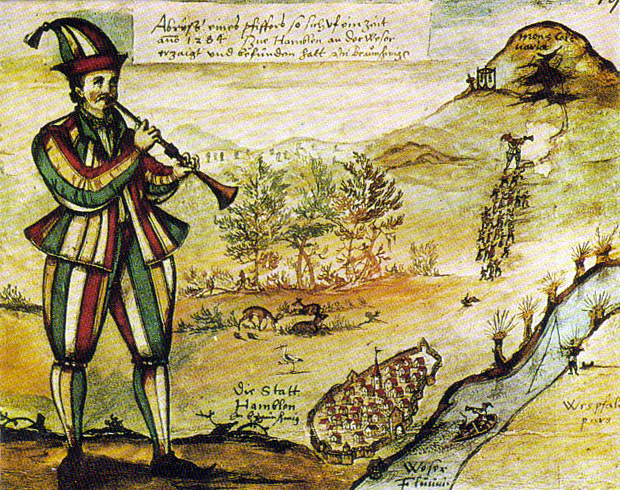
Glasmålning av råttfångaren från en kyrka i Hameln (1592).

Råttfångaren från Hameln (tyska: Der Rattenfänger von Hameln; plattyska: De Röttenfanger vun Hameln, engelska: The Rat-Catcher of Hamelin eller The Pied Piper of Hamelin, "den brokige (mångfärgade) pipblåsaren i Hamelin") är en tysk medeltida sägen och folksaga, som bland annat har bevarats och spridits i bröderna Grimms tolkning från 1816. Det finns olika teorier kring verkliga händelser som kan ligga bakom sägnens uppkomst, som i sin ursprungliga version saknar delen om råttor, och är belagd från tidigt 1300-tal via sekundära källor. 

## Handling
Sagan utspelar sig år 1284 i staden Hameln, som har drabbats av råttangrepp. En man som påstår sig vara råttfångare erbjuder ortsbefolkningen sina tjänster. Råttfångaren tar fram sin flöjt och lurar med sitt flöjtspel ner råttorna i floden Weser, där alla råttorna dör. Han vägras dock betalning, och han lämnar staden full av vrede. Flera dagar senare, den 26 juni, återvänder han. Medan ortsbefolkningen är i kyrkan spelar han åter på sin flöjt och lurar med sig stadens barn in i en grotta utanför staden, där de försvinner.
I bröderna Grimms version kom endast två barn tillbaka tack vare att de hade varit något sena. Dock var ett av dem blint och kunde därför inte utpeka platsen, det andra var stumt och kunde inte berätta. En liten gosse, som hade vänt hemåt för att hämta sin rock, hade undgått olyckan.

## Historia

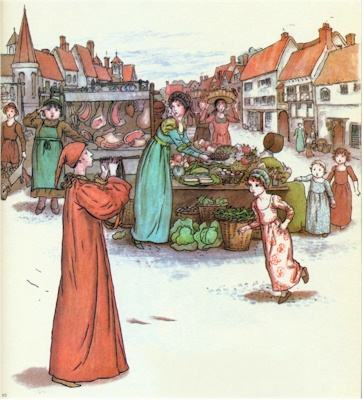
Råttfångaren i Hameln, illustrerad av Kate Greenaway.

Berättelsen är känd sedan 1300-talet. Råttorna introducerades dock inte i berättelsen förrän i slutet av 1500-talet.
Det finns flera teorier om verkliga händelser som kan ligga till grund för den ursprungliga sägnen. Barnen kan ha råkat ut för en olycka, kanske drunknat i floden Weser eller begravts under ett jordskred. De kan också ha drabbats av en epidemisk sjukdom och förvisats från staden i ett försök att stoppa smittan; det kan röra sig om pest (en tidig variant av digerdöden) eller chorea (danssjuka). I dessa fall skulle råttfångaren stå som en symbol för liemannen.
Det finns också teorier om att barnen har gjort en pilgrimsfärd eller rest österut att kolonisera (en upprepning av barnkorståget). I dessa fall skulle råttfångaren ha varit en vuxen ledare. Koloniseringsteorin hålls i dag som den mest troliga.

## Filmatiseringar (i urval)
Ett flertal filmatiseringar har gjorts av sagan, på svenska med titeln "Råttfångaren från Hameln".
- En tecknad kortfilm producerad av Walt Disney släpptes 1933
- En långfilm regisserad av Jacques Demy släpptes 1972